# Варакса, Денис Геннадьевич
Денис Варакса — белорусский тайбоксер. Мастер спорта международного класса по муай-тай, чемпион Азии среди профессионалов WMF.

## Биография
Детский тренер — Андрей Михайлович Нарваткин.
Первые соревнования по боксу провёл на открытом ринге в 1996 году. В 1997 году принял участие в чемпионате Белоруссии, где завоевал 3 место. 
В 2001 году начал обучался и тренировался в БРГУОР по специализации «бокс». Стал победителем Брестской области по боксу, призёром и финалистом Белоруссии, выиграл международный турнир, тем самым выполнив норматив мастера спорта. В 2002 году начал обучение в РГУОР Минска. В том же году стал профессионально тренироваться в спортивном клубе «Кик-Файтер».
В 2007 году окончил учёбу по специальности «тренер по муай-тай». Завоевал титул чемпиона мира среди профессионалов в весовой категории до 66,9 кг, одержав победу над представителем Таиланда.
Тренировался под руководством заслуженного тренера республики Беларусь Евгения Александровича Котельникова.
Занимается тренерской деятельностью в Москве. Обучает команду «Team Varaxa».

## Достижения
- Чемпион Азии среди профессионалов WMF (2010)
- Чемпион СНГ среди профессионалов WKN (2008)
- Чемпион мира среди профессионалов WKN (2007)
- Чемпион Белоруссии среди профессионалов KING of Muay-thai (2006)
- Чемпион мира среди любителей (2006, молодёжь)
- Серебряный призёр чемпионата мира среди любителей (2005, взрослые)
- Чемпион Европы среди любителей (2004, взрослые)
- Серебряный призёр чемпионата Европы среди любителей (2003, молодежь)
- Бронзовый призёр чемпионата мира среди юниоров (2003)
- Неоднократный победитель первенства Белоруссии.